# Елизабетанско доба
Елизабетанско доба је период из друге половине 16. века у Енглеској, а име је добило по краљици Елизабети I, за чије раздобље владавине се и повезује овај период.
То је златно доба енглеске историје које карактерише процват на многим подручјима, а пре свега у економији и књижевности. Оно је отпочето са два важна догађаја, раскидом енглеске са католичком црквом (1559) и чувеном победом енглеске флоте над Шпанском армадом (1588). Најпознатије дело енглеског хуманизма је Утопија (1516) Томаса Мора. Енглеска ренесанса наступа релативно касно, али тад и доживљава свој процват. Битан елемент енглеске ренесансне књижевности је имитација италијанских жанрова и техника. Њен најранији представник је сер Томас Вајт који је увео сонет у енглеску књижевност. Од свих књижевних облика драма је постигла највећи успон: развила се из средњовековних миракула, моралитета и из историјских хроника, а писана је у слободном стиху о романтичним темама за веома популарна народна позоришта. Своју кулминацију достигла је у делу највећег светског драматичара Шекспира.
У овом периоду почињу да се отварају и прва позоришта, која су била новина у том периоду. Пре тога су се представе одржавале на обичним платформама које су са три стране окружене публиком, без места за музичаре који су пружали музичку подршку представама. То се променило 1576. године, када је саграђено прво позориште.
Највећа слава тог периода произилази из снажног контраста са раздобљима пре и после Елизабетанског доба. У овом кратком добу је дошло до унутрашњег мира између протестаната и католика, као и између парламента и британске монархије, чије борбе су обележиле 17. век.